# The Monks (Engelse band)
The Monks is een Britse band bestaande uit ex- en toekomstige leden van Strawbs.
Na het muziekalbum Bursting at the Seams stapten John Ford en Richard Hudson uit de Strawbs; zij wilden na Part of the Union meer zeggenschap, die bandleider Dave Cousins hun niet wilde geven. Eerst richtten ze samen Hudson Ford op, maar de punkgolf spoelde hun (en dat van Strawbs) succes grotendeels weg. Hudson en Ford sloten zich aan bij de punkscene met een nieuwe band The Monks. De muziek van deze “punk”band is echter niet te vergelijken met muziek van bijvoorbeeld The Sex Pistols of The Clash; het is zoetsappige punk, waarbij er toch vooral op de melodielijnen wordt gelet in plaats van rauwheid van de rock-'n-roll. In Engeland haalde het singletje Nice Legs Shame About Her Face van hun eerste album de 19e plaats in de hitlijsten. In Nederland is de band volslagen onbekend. Grootste successen haalde de band in Canada; dat land heeft iets met Strawbs en haar ex-leden; ook sommige albums van Strawbs kwamen alleen daar uit. 
De tegenhanger van The Monks is de band High Society.

## Discografie

### Singles
- "Nice Legs Shame About Her Face"
- "Johnny B. Rotten"
- "Drugs In My Pocket"
- "Love in Stereo"

### Albums
- 1979: Bad Habits
- 1980: Suspended Animation